# پناه (فیلم ۱۹۶۶)
پناه (به هندی: Aasra) و (به انگلیسی: Shelter) فیلمی هندی محصول سال ۱۹۶۶ و به کارگردانی ساتین بوس است. در این فیلم بازیگرانی همچون بیسواجیت چاتراجی، مالا سینها، بالراج ساهنی، نیروپا روی و امیتا ایفای نقش کرده‌اند.